# St.-Johannes-Nepomuk-Kapelle (Rietberg)

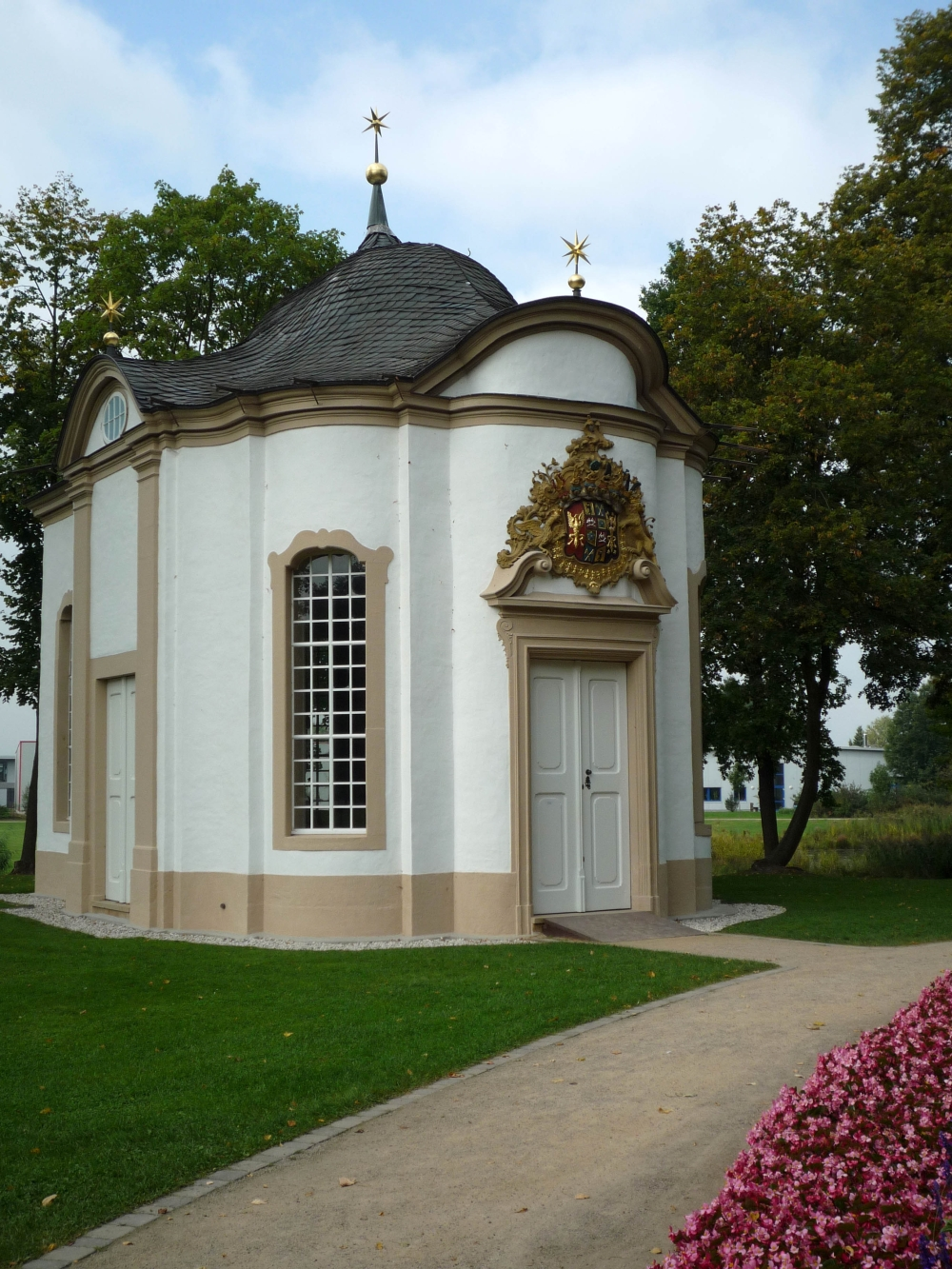
Kapelle

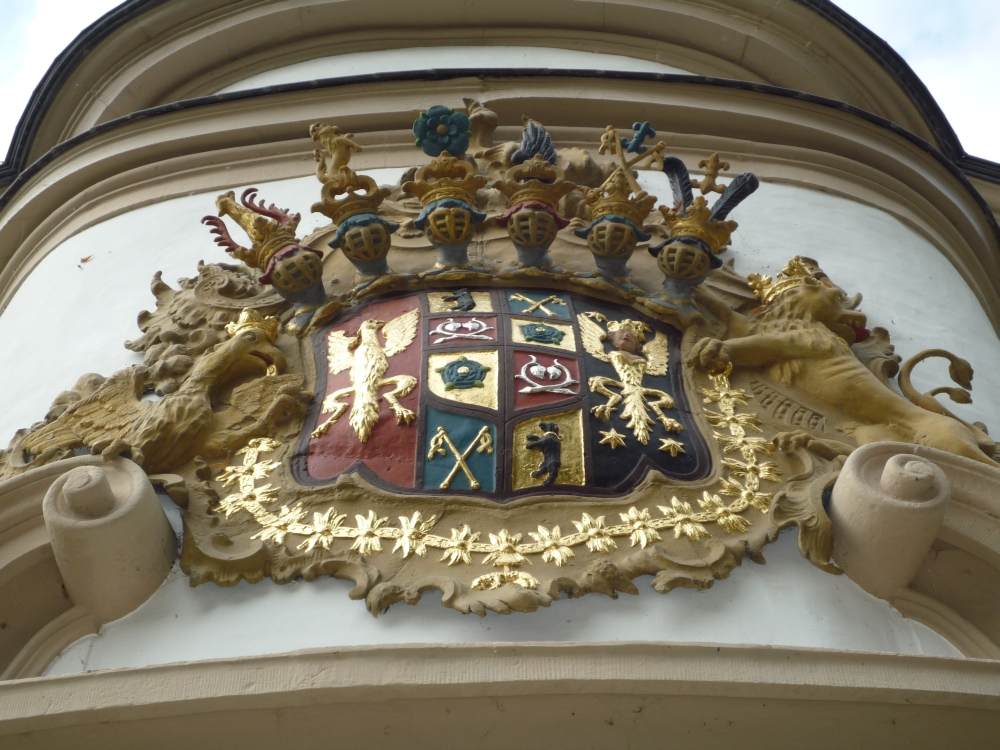
Wappen über dem Portal

Die St. Johannes-Nepomuk-Kapelle ist ein denkmalgeschütztes Kirchengebäude in Rietberg. Die Kapelle ist dem Schutzheiligen der Grafschaft Rietberg, Johannes Nepomuk, geweiht.

## Geschichte
Die Verehrung des 1729 von Papst Benedikt XIII. heiliggesprochenen Johannes Nepomuk in Rietberg geht zurück auf  Maximilian Ulrich von Kaunitz und seine Frau Maria Ernestine Francisca von Rietberg, die dem Heiligen schon 1723 an der Abzweigung der Schlossallee von der historischen Straße nach Paderborn eine Statue gewidmet hatten. In der Nähe dieser Statue ließ ihr Sohn, der als österreichischer Staatskanzler tätige Wenzel Anton Fürst von Kaunitz-Rietberg 1747 bis 1753 die spätbarocke Schlosskapelle erbauen. Aufgrund ihrer architektonischen Parallelen zur Clemenskirche in Münster war der Kapellenbau von Theodor Rensing tentativ dem westfälischen Barockbaumeister Johann Conrad Schlaun zugeschrieben worden, wobei er aber selbst bereits auf stilistische  Bezüge zum österreichischen bzw. böhmischen Barock des Johann Lucas von Hildebrandt und Kilian Ignaz Dientzenhofer verwiesen hatte. Stattdessen konnte inzwischen ein mährischer Baumeister aus Brünn, vermutlich Mauritz Grimm (1699–1757), für den Entwurf der Kapelle wahrscheinlich gemacht werden. Die Bauausführung hatte der aus Tirol stammende Valentin Springer.
Ab 1751 wurde der die Kapelle mit dem fürstlichen Schloss Rietberg verbindende Schlossallee als Prozessionsweg mit sieben Bildstöcken ausgestattet, die Szenen aus der Lebens- und Leidensgeschichte des Johannes Nepomuk zeigen. Am Anfang dieses Prozessionsweges wurde 1880 eine Marienstatue des Münsteraner Bildhauers Heinrich Fleige aufgestellt.

## Architektur

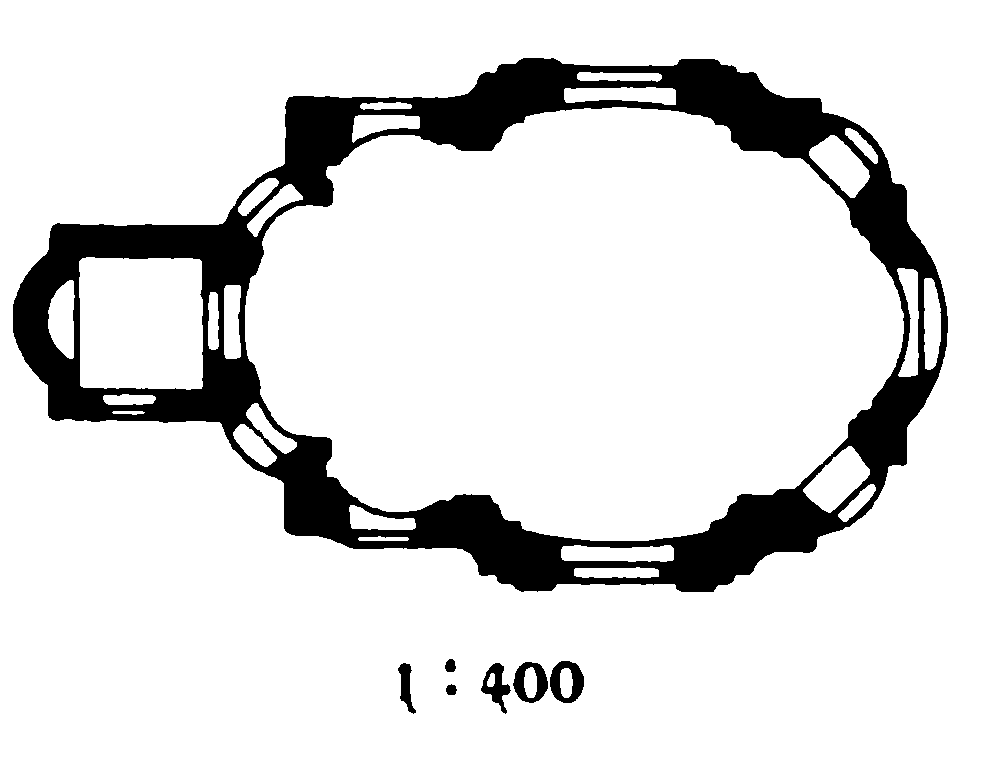
Grundriss der Rietberger Nepomukkapelle

Der Grundriss der Nepomukkapelle setzt sich aus einem ovalen Zentralraum und einem anschließenden querovalen, außen rechteckig ummantelten Chorraum zusammen, dem eine quadratische Sakristei mit segmentbogiger Apsis angefügt ist. Die Gestaltung des Außenbaus besteht aus wechselnd konkaven und konvexen Abschnitten, die dem Baukörper eine ausgesprochene Plastizität verleihen. Der kurvig vortretende Fassadenabschnitt mit dem Portal ist in gleicher Weise wie die rechtwinklig vortretenden Querachsen und die rückwärtige Choransicht von Segmentgiebeln bekrönt, den Sprenggiebel des Hauptportals bekrönt das in Blei gegossene Kaunitz-Rietberger Wappen. Das Dach der Kapelle ist kuppelartig ausgebildet. 
Im Kirchenraum bestimmen die lebhaft kurvierten, von marmorierten Pilastern und dem umlaufenden Gebälk begrenzten Wandabschnitte das Erscheinungsbild. Die Wandflächen sowie die Voutendecke sind mit Rocailleformen stuckiert, über den Portalen mit Darstellung der Theologischen Tugenden Glaube, Liebe und Hoffnung in Flachrelief. Prinzipalstück der Ausstattung ist der mit seitlichen Säulenpaaren ausgestattete Altar, der auf der Mensa die vom kurkölnischen Bildhauer Joseph Guidobald Licht aus dem benachbarten Wiedenbrück geschaffene Statue des liegenden Heiligen, im gesprengten Giebelaufsatz dessen Apotheose zeigt. Zwischen beiden vermitteln zwei gekreuzte Seerosenstengel, die sowohl auf das Stammwappen der Familie Kaunitz wie auch auf den Märtyrertod des Heiligen 1393 durch Ertränken in der Moldau verweisen.